# Делово
Делово — деревня в Селивановском районе Владимирской области России, входит в состав Новлянского сельского поселения.

## География
Деревня расположена в 4 км на восток от центра поселения деревни Новлянка и в 11 км на юг от райцентра рабочего посёлка Красная Горбатка.

## История
В окладных книгах 1676 года в Дубровском приходе упоминается деревня Делова, в которой было 10 дворов крестьянских и 1 бобыльский, в конце XIX века в деревне имелся 81 двор.
В конце XIX — начале XX века деревня входила в состав Дубровской волости Муромского уезда. 
С 1929 года деревня входила в состав Новлянского сельсовета Селивановского района.

## Население
| 1859 | 1897 | 1926 |
| ---- | ---- | ---- |
| 486  | 579  | 976  |

| 1859 | 1905 | 1926 | 2002 | 2010 | 2021 |
| ---- | ---- | ---- | ---- | ---- | ---- |
| 486  | ↗579 | ↗976 | ↘157 | ↘86  | ↘65  |